# Repertório Infindável de Dolorosas Piadas
Repertório Infindável de Dolorosas Piadas é o álbum de estreia do duo carioca Gorduratrans, lançado em 27 de setembro de 2015 pela gravadora Bichano Records.
O nome do álbum foi extraído de uma frase da música Nas Suas Palavras, da banda de rock alternativo brasileira Ludovic. 

## Antecedentes
Felipe Aguiar e Luiz Felipe Marinho faziam parte de uma banda de indie rock chamada Inventário. Após o lançamento de um EP, os dois saíram da banda em 2015 porque não se coadunavam mais com ela. Criaram então o Gorduratrans em junho do mesmo ano, com o estilo musical focado no shoegaze, que era algo que eles tinham vontade de fazer. O Gorduratrans assinou um contrato com a gravadora carioca Bichano Records para lançar seu primeiro álbum.

## Gravação e produção
O álbum foi gravado, mixado e masterizado na casa de um dos membros do duo. As nove faixas, de shoegaze combinado com noise rock e lo-fi, trouxeram influências de bandas como My Bloody Valentine e Japandroids.
A faixa "Silêncio Ensurdecedor" possui um sample da voz de Thurston Moore, retirada do filme The Year Punk Broke, de 1991.

## Concepção da capa
A capa mostra uma amiga dos membros da banda, Natália Mansur, que havia feito um autorretrato dela e mostrado para o Felipe. Gostando da ideia, a foto foi selecionada para capa do álbum, com o rosto do desenho sendo substituído por uma foto de galáxia.
"Foi muito importante pra mim porque eu não precisei nem ter o impulso de coragem que a gente às vezes precisa pra mostrar um trabalho", disse Natália.

## Recepção e turnê
Pouco tempo depois, a banda alcançou mais de 150 mil plays na faixa Você Não Sabe Quantas Horas Eu Passei Olhando pra Você. Com isso, o Gorduratrans ampliou a sua atuação e ganhou espaço no circuito independente nacional, engajando fãs do Brasil inteiro com suas letras biográficas e ritmos melancólicos. Com tão boa repercussão, Felipe e Luiz viajaram até o Nordeste para realizar uma extensa turnê organizada pelos fãs e amigos, caracterizando uma série de shows em diversos lugares ao lado de bandas locais e novos parceiros. Durante a turnê, a banda fez um videoclipe da faixa “Vcnvqnd”, sendo produzida de forma colaborativa.
Felipe conta que Jair Naves, ex-vocalista da banda Ludovic (umas das inspirações do Gorduratrans), gostou tanto da música Você Não Sabe Quantas Horas Eu Passei Olhando pra Você, a ponto de tocá-la em seus shows a solo.
O site de música Monkeybuzz fez uma crítica positiva sobre a banda: "gorduratrans, em letras minúsculas, é um desses fenômenos que nascem do vácuo deixado pelo Shoegaze e Noise Rock, e que faz muito sentido quando visualizado como expressão juvenil combativa. Surge sem esperanças além de seu autoconhecimento – por isso faz tanto sentido e, não obstante, figurou em listas de veículos musicais brasileiros como um dos grandes lançamentos do ano passado. O repertório infindável de dolorosas piadas, pequeno e denso relato de estréia do duo carioca, é imenso e até espacial como pede o jogo de pedais para tais gêneros, mas tem em suas letras os pequenos sentimentos imediatos de desfechos amorosos recentes, o olhar distante no contacto diário e a transposição de tudo isso através de camadas distorcidas de guitarra".
O famoso crítico musical estadunidense Anthony Fantano, descreveu a banda como "um pequeno projeto legal de shoegaze/noise rock" no seu site The Needle Drop.
"Sem exageros, esse disco mudou nossas vidas, talvez de forma irreversível. Com ele, saí pela primeira vez do estado, fiz minha primeira viagem de avião, conheci muitas pessoas e lugares. Foi o disco que nos deu oportunidades, que nos fez conhecer e sermos conhecidos, nos aproximou de pessoas incríveis. É muito difícil tentar imaginar como seriam as coisas agora se ele nunca tivesse existido. E o engraçado é que tem muitos aspectos do disco que já não gostamos mais, mas sabemos reconhecer a importância dele pra nós. Pra toda vida vamos lembrar dele com muito carinho", dizem os membros do Gorduratrans sobre o álbum.

## Faixas
Todas as faixas escritas e compostas por Felipe Aguiar e Luiz Felipe Marinho. 
| N.º            | Título                                                   | Duração |  |
| 1.             | "Confusão"                                               | 03:57   |  |
| 2.             | "Sozinho e Babaca"                                       | 01:38   |  |
| 3.             | "Você Não Sabe Quantas Horas Eu Passei Olhando pra Você" | 03:41   |  |
| 4.             | "Silêncio Ensurdecedor"                                  | 03:38   |  |
| 5.             | "Hércules Quasímodo"                                     | 02:39   |  |
| 6.             | "Vcnvqnd"                                                | 04:05   |  |
| 7.             | "Artes"                                                  | 02:00   |  |
| Duração total: | Duração total:                                           | 21:40   |  |

## Ficha Técnica
Gorduratrans
- Felipe Aguiar - Vocal, guitarra, concepção da capa
- Luiz Felipe Marinho - Vocal, bateria

Adicional
- Natália Mansur - Fotografia